# Antonio Paños
Antonio Paños de Cominges (Aranjuez, Madrid, 26 de abril de 1902 - Barcelona, 20 de mayo de 1979) fue un político, músico y funcionario de aduanas español.
Joven apasionado por la música y la fiesta de los toros del Madrid de los años 20, cursó estudios de Derecho que pronto abandonó para enrolarse como radiotelegrafista de la Marina Mercante, actividad gracias a la cual recorrió las costas del continente americano.

## Historia
El 14 de abril de 1931 difundió con entusiasmo la proclamación de la Segunda República a bordo del buque en el que entonces navegaba, acción que le costó ser arrestado durante el resto de la travesía al no reconocer el capitán legitimidad al recién estrenado régimen republicano.
Tras contraer matrimonio con una joven catalana en 1931 abandonó la mar y ganó la oposición a funcionario de aduanas, profesión que desempeñó en Portbou hasta 1936. Miembro del Partido Comunista de Catalunya -PCC-, que en julio de 1936 se integraría en el PSUC, tomó parte activa en labores de propaganda en defensa de la República durante la Guerra Civil .
En 1939, tras la caída de Cataluña, se exilió en Francia donde permaneció recluido en el campo de concentración de Bram, desde donde solicitó asilo en Méjico mediante carta dirigida a su embajador a en Francia, hasta ser reclamado por la Unión Soviética que le concedió asilo político. Una vez en la U.R.S.S pudo reunirse con su mujer María Teresa y su hija Natacha de dos años de edad, también refugiadas en Francia al acabar la guerra.
El 18 de diciembre de 1956 regresó a España gracias a la mediación de la Cruz Roja con el régimen de Franco, que se comprometió a aceptar la vuelta de los exiliados en la URSS sobre los que no pesara delito de sangre.
Fue readmitido en el cuerpo de Aduanas -constando falta grave en su expediente- tras prometer no intervenir en acción política alguna, palabra que cumplió. Destinado primero a Portbou, después a Santander y desde 1958 a la aduana del Puerto de Barcelona, se dedicó durante esta segunda etapa de su vida a sus dos grandes aficiones: la música y los toros. Abonado al Tendido 2 de la Monumental de Barcelona dedicó pasodobles a diversos toreros, entre los más conocidos Paquirri, Luis Francisco Esplá y el rejoneador Álvaro Domecq. Con el seudónimo "Uno del Cinco" firmó críticas taurinas en diversas publicaciones, entre ellas "Fiesta Española".
Antonio Paños falleció en Barcelona el 20 de mayo de 1979